# Pożegnalny cyrk
Pożegnalny cyrk – album Izabeli Trojanowskiej i Tadeusza Nalepy nagrany w lipcu 1982 i wydany dopiero jedenaście lat później przez wytwórnię Intersonus Music.

## Lista utworów
Źródło:.
1. „Nie boję się nic” (muz. T. Nalepa, sł. I. Trojanowska) – 4:17
2. „Dawali Ci dom” (muz. i sł. T. Nalepa) – 4:20
3. „Nie narażaj się na śmiech” (muz. T. Nalepa, sł. I. Trojanowska) – 3:39
4. „Pożegnalny cyrk” (muz. T. Nalepa, sł. I. Trojanowska) – 4:20
5. „Jedzie chłopak, jedzie” (muz. T. Nalepa, sł. J. Siemasz) – 3:31
6. „Dźwignij się Grenado” (muz. T. Nalepa, sł. J. Siemasz) – 5:11
7. „Graj nie żałuj strun” (muz. i sł. T. Nalepa) – 5:02
8. „To mój blues” (muz. i sł. T. Nalepa) – 4:34
9. „Musisz walczyć, musisz wierzyć” (muz. i sł. T. Nalepa) – 4:59

## Skład
Źródło:.
- Izabela Trojanowska – śpiew
- Tadeusz Nalepa – gitara, śpiew
- Bogusław Maciej Kubicki – gitara basowa
- Marek Surzyn – perkusja
- Janusz Grzywacz – fortepian

oraz
- Jacek Mastykarz – realizacja